# 吴承范
吴承范（？—943年7月18日），字表微，五代十国后唐、后晋官员，魏州人。
其父吴琼，担任右金吾卫将军，赠太子少保。吴承范年少时好学，善写文章，李从厚镇守邺都，听说他的才名，署任为幕宾，吴承范恳求让他随意谋生，李从厚同意。长兴三年（933年）春，擢进士第。李从厚即位，授任左拾遗。清泰二年（935年），以本官充史馆修撰，与同职张昭远等一起修撰《明宗实录》，转任右补阙，依前充职。石敬瑭即位，升任为尚书屯田员外郎、知制诰。天福三年（938年），改任枢密院直学士，不久，由祠部郎中、知制诰充任翰林学士，正拜中书舍人，赐金紫。他温厚寡言，善于体察迎合，桑维翰、李崧很看重他，推荐给石敬瑭。吴承范也持重自养，在盛夏时，穿着短袄套裤，加之纯绵，担心有寒湿之患。晋出帝嗣位，担任礼部侍郎，知贡举，天福八年（943年）六月十四庚申，礼部侍郎吴承范因病去世，年四十二岁。赠工部尚书。